# Loul Combres
Pour les articles homonymes, voir Loul (homonymie).
Loul Combres, né le 11 février 1937 à La Garenne-Colombes (département de la Seine), est un céramiste français.

## Biographie
Loul Combres a fait l’école des beaux-arts de Nîmes en 1955-1956. En 1960, il a installé son atelier à Fobies (Lozère), multipliant les travaux sur l’argile, les terres polies, les cuissons au bois, obtenant ainsi en 1964 le prix de la Fondation de la vocation pour les travaux sur l’argile.
De 1964 à 1975, il demeure dans l’atelier des Pesquis à Narbonne, puis de 1975 à 2000, travaille dans l’atelier de Méjantel, à Barjac à proximité de Mende.
Aujourd'hui, il travaille à Prades-le-Lez dans le département de l'Hérault.
Il était déjà connu dans les années 1980 au niveau international et exposait avec son épouse Aline au Canada, au Japon, en Italie, aux Pays-Bas et aux États-Unis. À l'occasion de sa première exposition personnelle en République fédérale d'Allemagne, qui avait lieu au printemps 1991 à la Galerie Charlotte Hennig à Darmstadt, France Kermer le décrit comme suit : « C'est un artiste, qui se remet toujours de nouveau en cause. Il comprend le mécontentement comme un résultat positif à convertir. »

## Œuvres
Spécialiste de grandes interventions publiques, il a réalisé trente chantiers « Céramique et Architecture » et des performances de « Fire art (en) », telles La Bastille et Le Dragon réalisées à Amiens et Le Poisson à Nyons en Suisse. Ses œuvres de petite taille sont par ailleurs exposées dans des galeries.
Il est créateur du groupe TER (Terre / Environnement / Réalisation), des rencontres de l’Argile et du Festival international du film sur l’argile et le verre avec les ateliers d’art de France.
Membre de l’Académie internationale de la céramique, il la représente à l’Unesco.

## Hommage
Le CRDP Languedoc Roussillon a réalisé un film sur Loul Combres, D'argile et de Feu qui fait découvrir l'artiste dans son atelier et présente le travail de métamorphose de l’argile : tourner, transformer, inciser, engober, polir, cuire.  Il présente également des performances conçues et réalisées pour de grands évènements artistiques et festifs, comme les cuissons spectaculaires d’une Bastille et d’un Dragon.